# Céré-la-Ronde
Céré-la-Ronde ist eine französische Gemeinde mit 424 Einwohnern (Stand: 1. Januar 2022) im Département Indre-et-Loire in der Region Centre-Val de Loire; sie gehört zum Arrondissement Loches und zum Kanton Bléré. Die Einwohner werden Céréens und Céréennes genannt.
Die Gemeinde erhielt 2022 die Auszeichnung „Zwei Blumen“, die vom Conseil national des villes et villages fleuris (CNVVF) im Rahmen des jährlichen Wettbewerbs der blumengeschmückten Städte und Dörfer verliehen wird.

## Geografie
Céré-la-Ronde liegt in der historischen Provinz Touraine (auch Jardin de la France genannt) etwa 40 Kilometer ostsüdöstlich von Tours. Hier entspringt das Flüsschen Chézelles und durchquert das Gemeindegebiet. Umgeben wird Céré-la-Ronde von den Nachbargemeinden Saint-Georges-sur-Cher, Faverolles-sur-Cher und Saint-Julien-sur-Cher im Norden, Angé und Pouillé im Nordosten, Mareuil-sur-Cher im Osten, Orbigny im Osten und Südosten, Genillé im Süden, Le Liège im Südwesten, Luzillé im Westen sowie Épeigné-les-Bois im Nordwesten.

## Bevölkerungsentwicklung
| Jahr                      | 1962 | 1968 | 1975 | 1982 | 1990 | 1999 | 2006 | 2012 | 2020 |
| Einwohner                 | 662  | 640  | 571  | 481  | 435  | 437  | 414  | 454  | 426  |
| Quelle: Cassini und INSEE |      |      |      |      |      |      |      |      |      |

## Sehenswürdigkeiten
- Menhir La Grosse Pierre

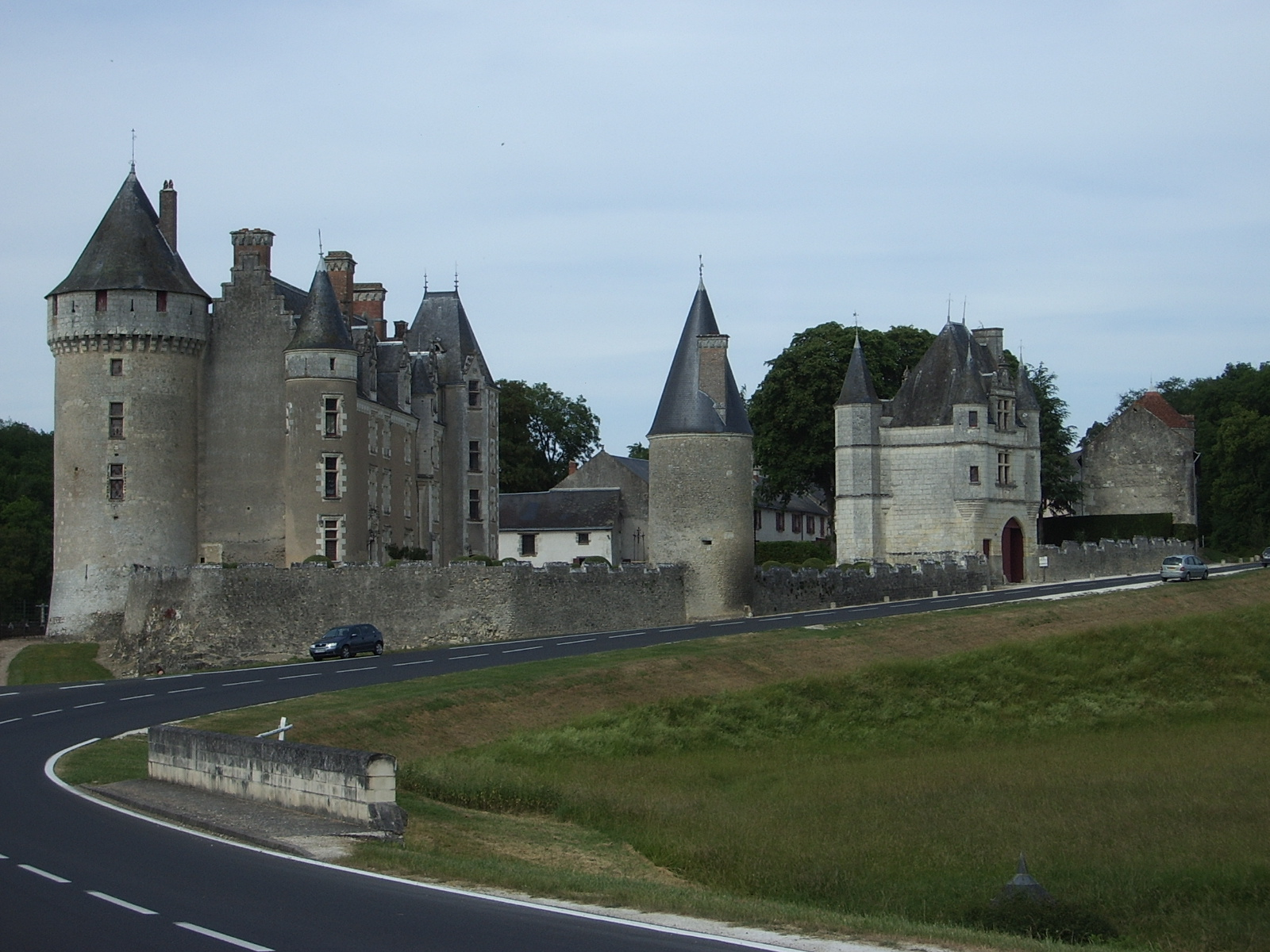
Schloss Montpoupon

- Pfarrkirche Saint-Martin aus dem 12. Jahrhundert, Umbauten bis in das 14. Jahrhundert, seit 1971 als Monument historique klassifiziert
- Ehemaliges Pfarrhaus aus dem 16. Jahrhundert, seit 1927 in Teilen als Monument historique eingeschrieben, restliche Teile seit 1969 klassifiziert
- Schloss Montpoupon mit Mühle und Park, Ursprünge aus dem 14. Jahrhundert, Schloss und Nebengebäude seit 1930 als Monument historique eingeschrieben, restliche Teile seit 1966 klassifiziert